# Mykołajiwka (hromada Mykołajiwka)
Mykołajiwka (ukr. Миколаївка) – wieś na Ukrainie, w obwodzie dniepropetrowskim, w rejonie synelnykowskim, siedziba hromady. W 2001 liczyła 5318 mieszkańców, spośród których 4902 wskazało jako ojczysty język ukraiński, 385 rosyjski, 9 mołdawski, 4 białoruski, 4 ormiański, 8 romski, 4 inny, a 2 osoby się nie zadeklarowały.